# Insula Dramei Totale (2023)
Insula Dramei Totale (în engleză Total Drama Island) este al șaselea sezon din Dramă Totală și primul după pauza sa de nouă ani. Serialul a avut premiera în Italia pe K2 și Discovery+⁠(en)[traduceți] pe 10 aprilie 2023. Serialul a fost coprodus de Fresh TV⁠(en)[traduceți], Corus Entertainment și British Broadcasting Corporation în asociere cu Cartoon Network și distribuit de Cake Entertainment⁠(en)[traduceți]. Acest sezon are loc la cincisprezece ani după evenimentele inițiale de pe Insula Dramei Totale și îi duce pe concurenți înapoi în Camp Wawanakwa (amplasarea originală al primului, al patrulea și al cincilea sezon). Încă o dată, acest sezon are o distribuție complet nouă. Cei șaisprezece concurenți noi care sunt prezentați aici sunt Axel, Bowie, Caleb, Chase, Damien, Emma, Julia, Millie, MK, Nichelle, Priya, Raj, Ripper, Lauren (cunoscută și ca „Scary Girl”), Wayne și Zee.